# Ermita de San Cristóbal (Chodos)
La ermita de San Cristóbal de Chodos, en la comarca del Alcalatén es un lugar de culto católico que se ubica en la cima de la colina homónima, situada al noroeste de Chodos y presenta una catalogación genérica como Bien de Relevancia Local, con código: 12.04.055-002, según la Disposición Adicional Quinta de la Ley 5/2007, de 9 de febrero, de la Generalitat, de modificación de la Ley 4/1998, de 11 de junio, del Patrimonio Cultural Valenciano (DOCV Núm. 5.449 / 13/02/2007)
Se trata de una construcción de planta cuadrangular, de pequeñas dimensiones (cinco metros de largo por cuatro de ancho), de fábrica de mampostería y piedra, con techumbre a dos aguas y acabada en tejas, de la que sobresale la espadaña de una sola campana. El edificio está blanqueado salvo las dovelas que enmarcan los vanos (la puerta y una pequeña ventana en la parte superior de la fachada lateral en la que esta se encuentra), que aparecen pintadas en rojo.
Se accede al lugar de culto por una puerta situada en uno de los laterales, y el acceso se realiza a través de una sencilla puerta de madera en arco de medio punto.
Interiormente se continua con la sencillez y austeridad del exterior, pudiéndose destacar la presencia de un retablo con la imagen del titular (uno de los patronos del pueblo) datados en 1938 y su coste fue sufragado por mossén Joan Tomás i Porcar, que era natural de Chodos.
La fiesta de San Cristóbal se celebra a partir del 14 de agosto, pero no siempre ha sido así, ya que antiguamente se celebraba el lunes siguiente al segundo domingo de septiembre; y durante los festejos se realizaba una romería a la ermita en la que se portaba un gigantesco estandarte, de casi 5 metros de altura.